# Åkerbo tingslag, Västmanlands län
Åkerbo tingslag var till 1 september 1906 ett tingslag i Västmanlands län, från 1858 i Västmanlands västra domsaga. 
Tingslaget motsvarade Åkerbo härad och uppgick den 1 september 1906 i Västmanlands västra domsagas tingslag.

## Ingående områden

### Socknarna i häraderna
- Åkerbo härad